# Protonemura baumanni
Protonemura baumanni is een steenvlieg uit de familie beeksteenvliegen (Nemouridae). De wetenschappelijke naam van de soort is voor het eerst geldig gepubliceerd in 1998 door Shimizu.